# Kickback
För begreppet inom korruption, se kickback och muta.
Kickback, är ett franskt hardcore-band från Paris, startat 1991 av Stephen Bessac, Fabrice Fortin och Patrick Vandewalle.
Deras första demo, The Meaning of Pain kom ut i slutet av 1991 och följdes av EP:n No One Gets Out Alive. Därefter har de gett ut 4 album: Cornered, Forever War, Les 150 passions meurtrières samt No Surrender.
Bandets musik är starkt influerad av New York-hardcore, men också av andra musikstilar som thrash metal, black metal och även i viss mån hiphop. De är kända för att aldrig kompromissa och för sin relativt "negativa" attityd.